# Alex Lovy
Alex Lovy (Passaic, 2 de setembro de 1913 - Valencia, 14 de fevereiro de 1992) foi um animador americano. Ele passou a maior parte de sua carreira como animador e diretor da Walter Lantz Productions. Mais tarde, ele foi produtor da Hanna-Barbera e também supervisionou a unidade de cartum da Warner Bros. durante seus últimos dias. 

## Vida e carreira
Nascido em Passaic, Nova Jersey, o início da carreira de Lovy foi como artista de quadrinhos da DC Comics. Mais tarde, ele se tornou um animador no estúdio Lantz no final dos anos 1930. Seu primeiro crédito como diretor foi para Feed the Kitty em 1938. O diretor do estúdio, Walter Lantz, estava impedido de dirigir naquele momento, o que deu a Lovy a oportunidade de dirigir muitos dos curtas do estúdio no período de 1938 a 1940. Ele deixou o cargo para se tornar um animador em 1940, depois que Lantz voltou a ser diretor. No entanto, ele continuou a desempenhar um papel importante na produção dos curtas, e passou a ser o principal diretor do estúdio de curtas do Pica-Pau quando Lantz se aposentou da direção em 1942. No ano seguinte, no entanto, Lovy foi convocado para a Marinha dos EUA e deixou o estúdio; enquanto isso, Shamus Culhane substituiu Lovy. 
Após o final da Segunda Guerra Mundial, Lovy trabalhou brevemente na unidade de desenho animado da Columbia Pictures, dirigindo cinco curtas antes do encerramento, e em 1955 retornou ao estúdio Lantz, inicialmente para terminar alguns desenhos que Tex Avery havia produzido durante um breve passagem como diretor lá. Ele continuou dirigindo no estúdio Lantz até o final da década, quando foi para Hanna-Barbera. Lá, ele trabalhou principalmente como produtor e artista de storyboard, e muitas vezes supervisionou as sessões de gravação de voz do estúdio. Em 1967, Lovy mudou-se para o recém-reaberto estúdio de desenho animado da Warner Bros., onde criou os personagens Cool Cat e Merlin the Magic Mouse, além de dirigir desenhos animados com os personagens clássicos Daffy Duck e Speedy Gonzales. Depois de pouco mais de um ano na Warner Bros., Lovy voltou para Hanna-Barbera e trabalhou lá em várias funções até pouco antes de sua morte. 
Segundo Walter Lantz, Lovy era ambidestro e podia desenhar dois storyboards ao mesmo tempo, um com cada mão. 